# Свети Георги и Свети Йоан Златоуст (Лембет)
„Свети Георги и Свети Йоан Златоуст“ (на гръцки: Αγ. Γεωργίου & Αγ. Χρυσοστόμου Ευκαρπίας) е православна църква в солунския квартал Лембет (Евкарпия), Гърция, енорийски храм на Неаполската и Ставруполска епархия.
Разположен е на улица „Агиос Георгиос“ № 28. Първоначалният храм „Свети Георги“ е построен в 1945 година и представлява трикорабна базилика с нартекс, осветена през 1950 г. от митрополит Генадий Солунски. През 1978 г. Солунското земетресение напуква стените на храма и той е изграден отново, този път като кръстокуполна църква. Основният камък е поставен на 4 юни 1990 г. от митрополит Дионисий Неаполски и Ставруполски. Изграждането продължава пет години и храмът е открит на 3 ноември 1996 г. митрополит Дионисий.